# Snedronningen (film fra 1957)
 For alternative betydninger, se Snedronningen. (Se også artikler, som begynder med Snedronningen)
Snedronningen (russisk: Снежная королева, translit.: Snesjnaja Koroleva) er en sovjetisk animationsfilm fra 1957 instrueret af Lev Atamanov.
Filmen er baseret på H.C. Andersens eventyr Snedronningen fra 1844 og er en af de første filmatiseringer af eventyret.
Filmen havde premiere i Sovjetunionen den 1- november 1957 og blev udsendt med engelsk tale i 1959, 1993 og i 1995. Filmen er oversat til flere sprog, bl.a. engelsk, japansk, tysk, fransk, italiensk, spansk og svensk og dansk. I 1959, da relationerne mellem Sovjetunionen og USA under den kolde krig var højspændte, købte Universal Pictures rettighederne til at distribuere filmen i amerikanske biografer, og det var i 1960'erne og 1970'erne en amerikansk juletradition af se filmen i de amerikanske biografer i juleferien. Tilsvarnede opnåede filmen stor popularitet i Japan.
I alle lande, hvor filmen blev oversat til det lokale sprog blev filmen indspillet med populære lokale skuespillere. I Danmark blev benytet stemmer af bl.a. Ove Sprogøe og Anne Marie Helger. I den russisksprogede originaludgave var stemmerne indtalt af bl.a. de russiske skuespillere Maria Babanova, Vladimir Gribkov og Janina Sjejmo.

## Modtagelse og priser
Filmen modtog positiv kritik i Sovjetunionen og i USA. En anmeldelse i The New York Times roste filmen og sammenlignede den med Disneys Snehvide og de syv dværge, og flere ndre amerikanske medier roste filmen.
Tyske anmeldere var også positive, ligesom også anmeldere i Japan var positive.
Filmen modtog flere internationale filmpriser, bl.a. Guldløven for bedste animationsfilm ved Filmfestivalen i Venedig og prisen for bedste animationsfilm ved Filmfestivalen i Cannes. Filmen modtog tillige priser ved filmfestivaler i Rom, London og Moskva.